# جهان‌پهلوان
جهان‌پهلوان درجه‌ای در سپاه ایران پیش از حمله اعراب به ایران بوده‌است.
فردوسی، در کتاب شاهنامه، رستم پسر زال را «جهان‌پهلوان» خوانده‌است.
در تاریخ معاصر ایران از غلامرضا تختی به‌عنوان «جهان‌پهلوان» یاد می‌شود. به گفتهٔ صدرالدین الهی، اصطلاح «جهان‌پهلوان» در اشاره به غلامرضا تختی ابتدا توسط سیاوش کسرایی در قصیده‌ای از او به نام جهان‌پهلوان به‌کار برده شد و این لقب روی تختی ماند.